# Lee Bae-young
Lee Bae-young (이배영?; Yudeung-myeon, 10 dicembre 1979) è un ex sollevatore sudcoreano medagliato olimpico e mondiale che ha gareggiato nella categoria dei pesi leggeri (fino a 69 kg.).
Ha partecipato a tre edizioni dei Giochi Olimpici.

## Carriera
Lee Bae-young nel 2000 vinse la medaglia di bronzo ai campionati asiatici di Osaka con 327,5 kg. nel totale. Qualche mese più tardi Lee partecipò alle Olimpiadi di Sydney 2000, classificandosi al 7º posto finale con 330 kg. nel totale.
Nel 2003 riuscì a conquistare la medaglia d'argento ai campionati mondiali di Vancouver con 340 kg. nel totale, terminando dietro al cinese Zhang Guozheng (345 kg.) e davanti all'azero Turan Mirzəyev (327,5 kg.), grazie alla squalifica per doping del russo Vladislav Lukanin, 2º classificato al termine della gara.
L'anno seguente ottenne la medaglia d'argento anche alle Olimpiadi di Atene 2004 con 342,5 kg. nel totale, battuto anche questa volta da Zhang Guozheng (347,5 kg.).
Nel 2005 Lee Bae-young fu ancora medaglia d'argento ai campionati mondiali di Doha con 337 kg. nel totale, dietro all'altro cinese Shi Zhiyong (350 kg.).
Nel 2007 terminò fuori classifica ai campionati mondiali di Chiang Mai, avendo fallito i tre tentativi di ingresso nella prova di strappo.
L'anno successivo prese parte all'Olimpiade di Pechino 2008, finendo anche qui fuori classifica per aver fallito i tre tentativi nella prova di slancio, dopo aver chiuso al 2º posto nella prova di strappo.
Si ritirò dall'attività agonistica nel 2011, dedicandosi all'attività di allenatore di sollevamento pesi e divenendo nel 2015 allenatore della squadra nazionale sudcoreana di questa disciplina.